# ピーター・ムーア
ピーター・ムーア (Peter Moore) は、英国出身の経営者である。現在は世界最大のサードパーティーである米国エレクトロニック・アーツ (EA) のスポーツ部門の社長である。

## 概要
マイクロソフトのゲーム機部門であるInteractive Entertainment Businessの副社長時代にHalo2やグランドセフトオート4の刺青を入れたことで有名な人物。現在は世界最大のサードパーティーである米国EAのスポーツ部門「EA Sports」の最高責任者を務め2012年、同社の現COOに就任した。
Xbox 360の北米における成功の立役者である。
Halo2の右腕の刺青は針で彫ったわけではないとも、まだ残っているとも言われる。グランドセフトオート4の刺青が彫ったものかは不明である。
マイクロソフト時代、Xbox 360はなぜ日本で売れないのかというファミ通の質問に「その理由は逆に聞きたい。本体の価格は値頃でXbox LIVEの評価も高い。ハードの魅力を高めるべく、一生懸命努力をしている。MSのポジショニングが悪いのか、ファンにMSが嫌われているのか……」と述べた。
PS3の価格が600ドルだった頃の話だが、プレイステーション3よりもWiiを高く評価しているとも言われた。
2008年2月15日、米Gametrailers.comのインタビューでカジュアルなスポーツゲームに力を入れる方針を表明、「今後6ヶ月でいろいろと発表があるだろう」と述べている。

## 経歴
1955年、英国リバプール生まれ。英国キール大学で学士号、カリフォルニア州立大学で修士号を取得。

### セガ時代
フランス企業の米国法人Patrick USAに勤務後、ドリームキャストを展開していたセガに転職。プラットフォーム事業の運営に慣れていない同社の北米部門にあって主導的役割を果たした。セガ退職時の役職は、セガ・アメリカの最高執行責任者（COO）。

### マイクロソフト時代
2003年、Xbox事業の北米市場シェアが23％と低迷していたため、マイクロソフトのCEO・スティーブ・バルマーがドリームキャストの運営に手腕を発揮したムーア氏をヘッドハントした。HALO 2やグランドセフトオート4の刺青を右腕に入れたことで有名になった。

### エレクトロニック・アーツ時代
2007年7月17日、EAはムーア氏の採用を発表した。家族との生活を優先するためサンフランシスコ湾岸での勤務を希望し、EA側もこれを受諾。現在はスポーツ部門を統括する。